# Svatý kopeček (přírodní rezervace)
Přírodní rezervace Svatý kopeček byla vyhlášena v roce 1946 na rozloze 37,2 ha k ochraně bradla z jurských vápenců nad Mikulovem. Svatý kopeček je jeden z kopců Pavlovských vrchů o výšce 363 m. Tvoří spolu se zvonicí a kaplí Sv. Šebestiána významnou krajinnou dominantu nad Mikulovem. Menší kaple sv. Rosálie a kaple sv. Barbory se nachází za těmito dvěma dominantami. Kaple Božího hrobu zaklenutá kopulí je na turistické stezce v navazujícím lesním porostu.

## Historie území
Oblast Svatého kopečku v minulosti sloužila jako pastvina pro dobytek. Po ukončení spásání některé části zarůstají nepůvodními keři a stromy, které musejí být pravidelně káceny – jsou to např. pajasan žláznatý (Ailanthus altissima), kustovnice cizí (Lycium barbarum), šeřík obecný (Syringa vulgaris) a trnovník akát (Robinia pseudoacacia). Historie původních církevních staveb na Svatém kopečku sahá až do první poloviny 17. století. V severovýchodní části kopce byl v roce 1816 otevřen lom na vápenec. Po ukončení těžby byly některé části uměle zalesněny. Ve starém lomu dnes hnízdí pár výra velkého (Bubo bubo).

## Přírodní poměry

### Geologie
Svatý kopeček má tvar oválného hřbetu, který probíhá z jihozápadu na severovýchod. Jedná se o tektonické bradlo tvořené jurskými vápenci, které se nacházelo na východním okraji Českého masivu (základní geologická jednotka ČR). Okolní usazené horniny byly neogenního stáří a flyšového charakteru. Oproti tvrdým vápencům byly tyto usazené horniny méně odolné, proto byly postupem času erodovány a dnes se zachovaly jen tvrdé vápence, které vystupují nad okolní krajinou. Svahy kopce jsou místy až skalnatého rázu. Na jižním svahu jsou zachovány brekcie ernstbrunnských vápenců (sedimenty svrchní jury a spodní křídy). Na pozvolnějších svazích jsou hlinité sedimenty s velkým obsahem úlomků vápence.

### Flora
Východní svahy jsou porostlé křovinami s dominantním hlohem. Svahy orientované jižně a jihovýchodně, jsou mají pestré složení vegetace typické pro skalní stepi – tedy teplé a suché biotopy. Typickými zástupci jsou tu ožanka horská (Teucrium montanum), pryskyřník ilyrský (Ranunculus illyricus), kostřava walliská (Festuca valesiaca), kosatec nízký (Iris pumila) a kosatec skalní písečný (Iris humilis subsp. arenaria). Příroda Svatého kopečku má několik prvenství – je nejbohatší lokalitou s výskytem záraz: mordovka písečná (Phelipanche arenaria), záraza šupinatá (Orobanche artemisiae-campestris) a je to jediné místo v ČR, kde roste kavyl skalní (Stipa eriocaulis), který zde byl nalezen teprve v roce 1996. Mezi lety 1992 a 2002 bylo v rezervaci zaznamenáno na 405 druhů cévnatých rostlin, z kterých je 28 zvláštně chráněných (podle jiného zdroje je zde zaznamenáno 332 druhů a 25 zvláštně chráněných). Ze vzácných druhů zde rostou kozinec rakouský (Astragalus austriacus), kozinec vičencovitý (Astragalus onobrychis), chrpa chlumní (Centaurea triumfettii), devaterka rozprostřená (Fumana procumbens), divizna brunátná (Verbascum phoeniceum), dřín jarní (Cornus mas), hvězdnice chlumní (Aster amellus), hvězdnice zlatovlásek (Aster linosyris), kavyl Ivanův (Stipa pennata) a sličný (S. pulcherrima), koniklec velkokvětý (Pulsatilla grandis), koulenka prodloužená (Globularia bisnagarica), lomikámen trojprstý (Saxifraga tridactylites), modřenec tenkokvětý (Muscari tenuiflorum), okrotice bílá (Cephalanthera damasonium), plamének přímý (Clematis recta), sinokvět měkký (Jurinea mollis), žluťucha smrdutá (Thalictrum foetidum), violka obojetná (Viola ambigua), třemdava bílá (Dictamnus albus) aj.

### Fauna
Na Svatém kopečku se vyskytují teplomilné druhy hmyzu (mnohé z nich jsou typickými obyvateli jižní Moravy a jinde v ČR nežijí) Jde především o několik druhů zlatohlávků, kudlanku nábožnou (Mantis religiosa), otakárka fenyklového (Papilio machaon) a ovocného (Iphiclides podalirius), vzácný je jasoň dymnivkový (Parnassius mnemosyne). Během května a června tu létají roháč obecný (Lucanus cervus) a chroust obecný (Melolontha melolontha). Mezi kameny se vyskytuje strašník dalmatský (Scutigera coleoptrata), který patří mezi stonožky a je charakteristický dlouhýma nohama. Z obratlovců jsou zastoupeni ještěrka zelená (Lacerta viridis), vejcoživorodá užovka hladká (Coronella austriaca), také zde hnízdí kavky obecné (Corvus monedula).

## Fotogalerie

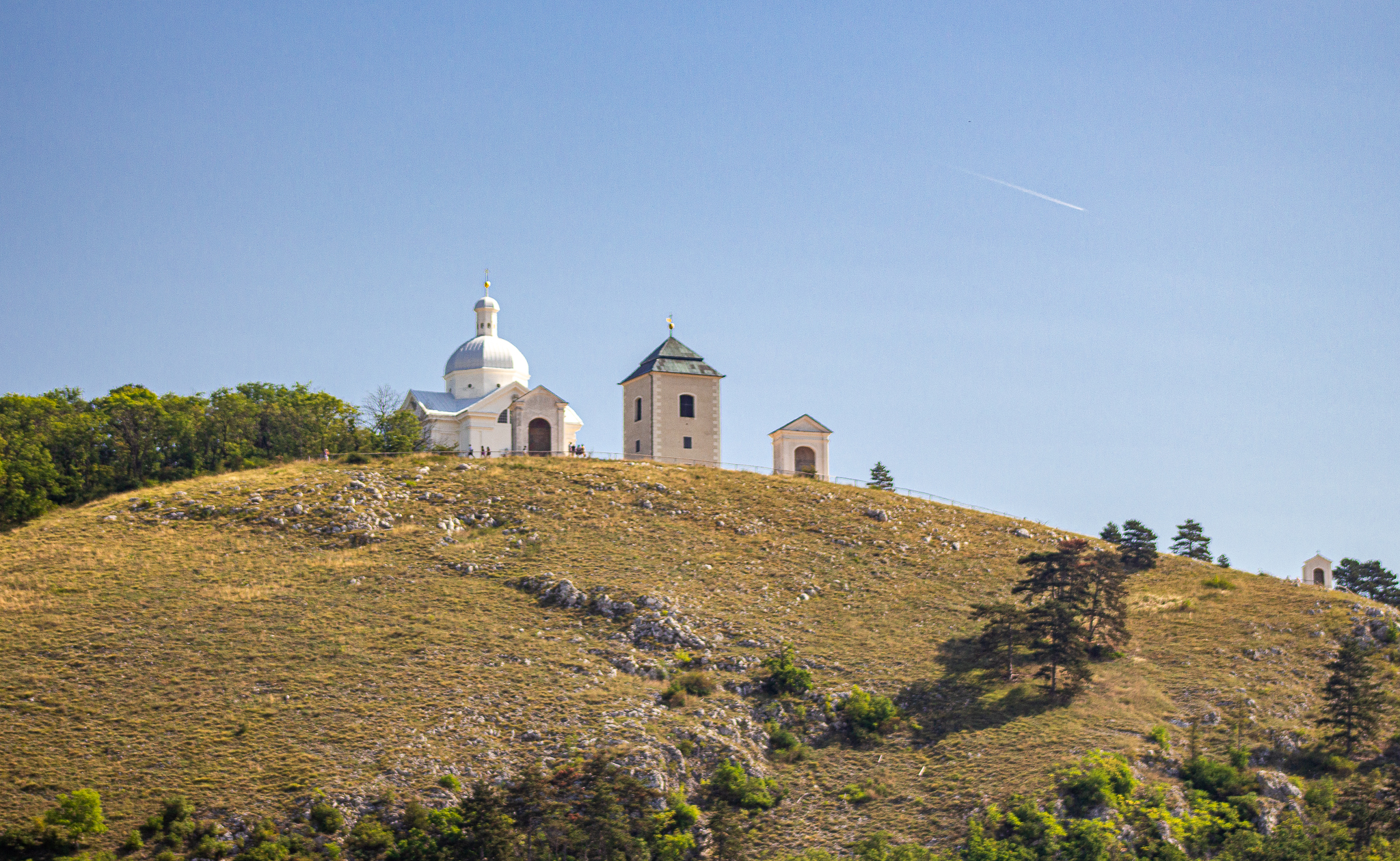
Pohled od Mikulova na Svatý kopeček
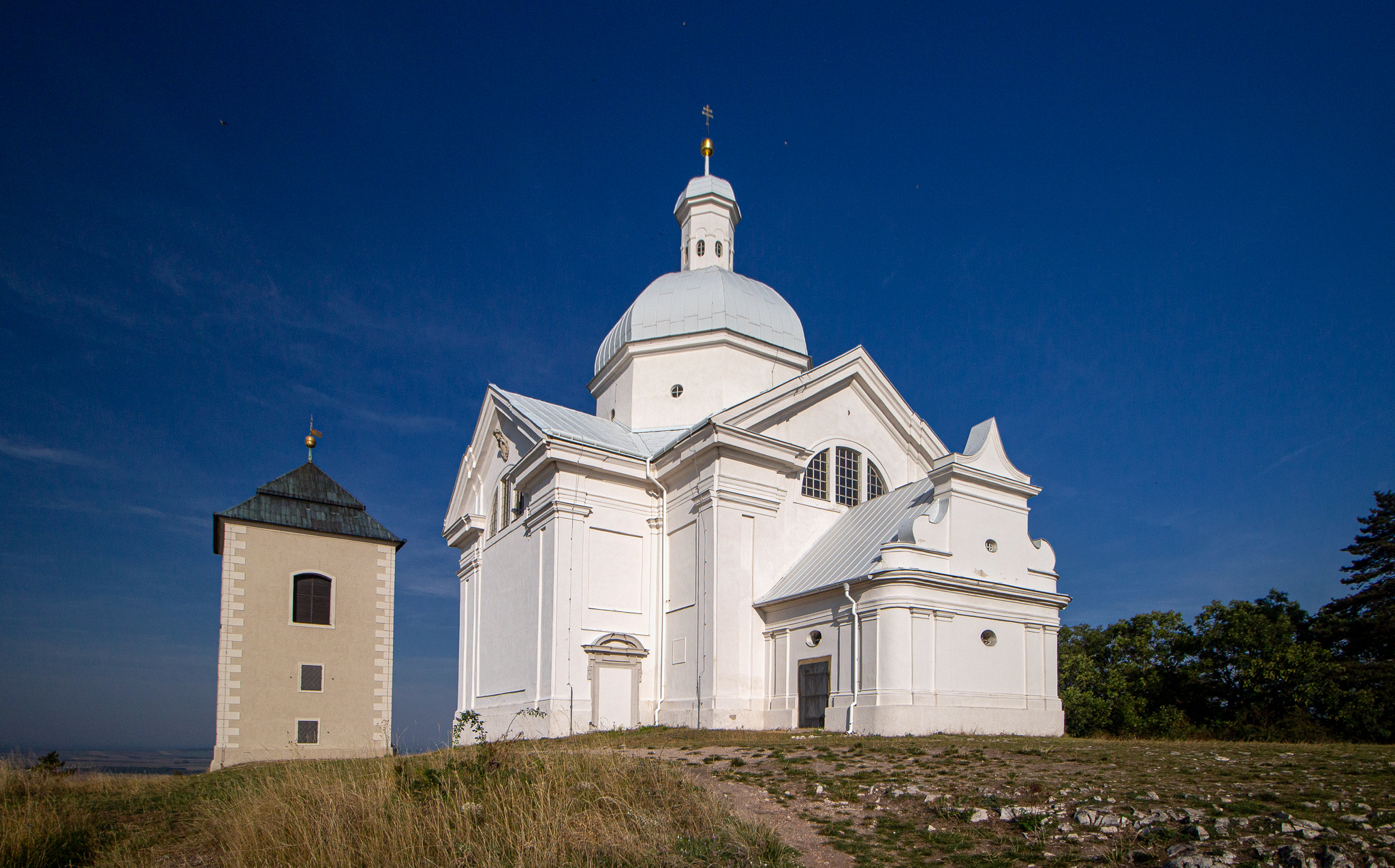
Kaple sv. Šebestiána a zvonice na Svatém kopečku
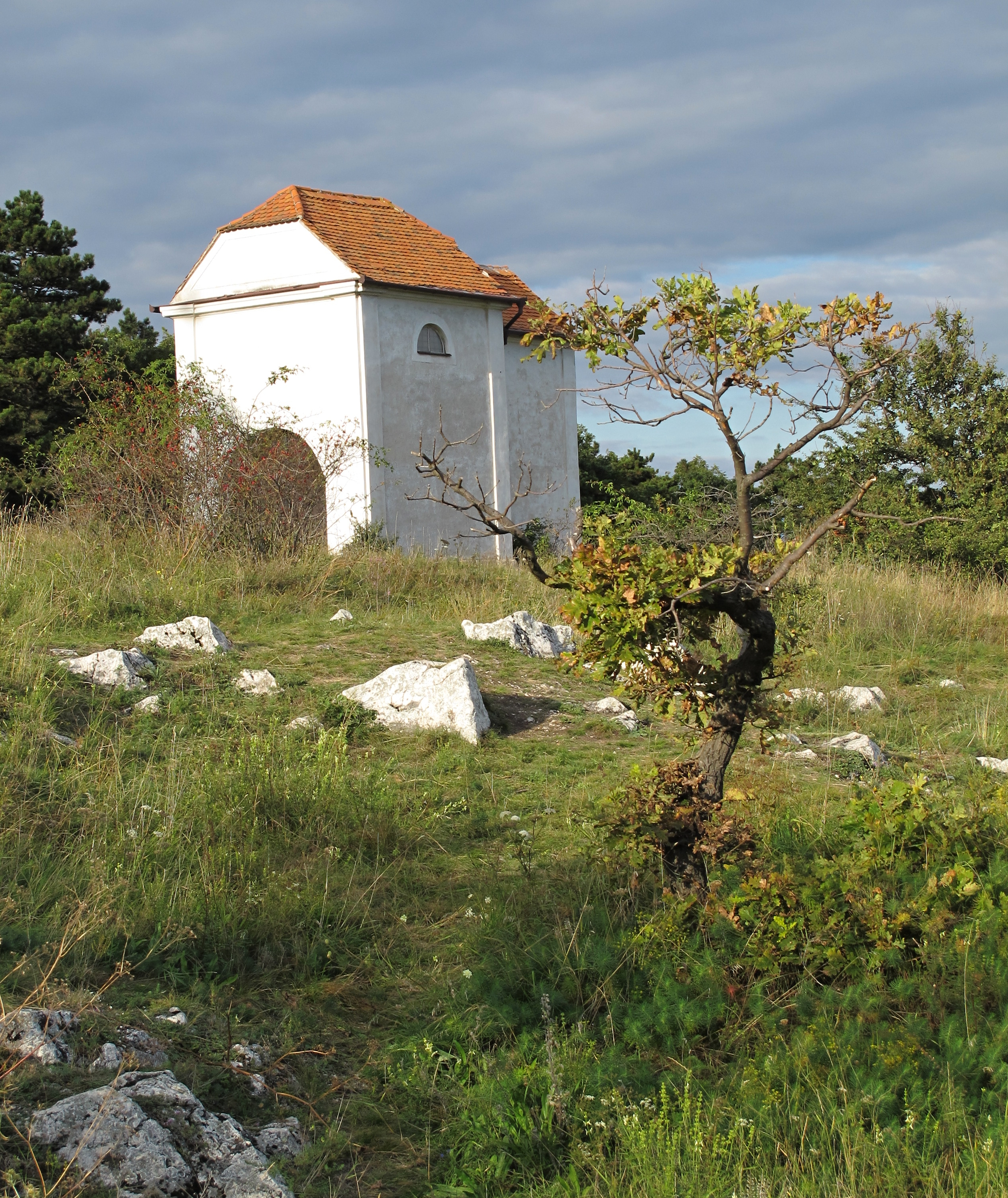
Kaple a pohled směrem k zalesněné části
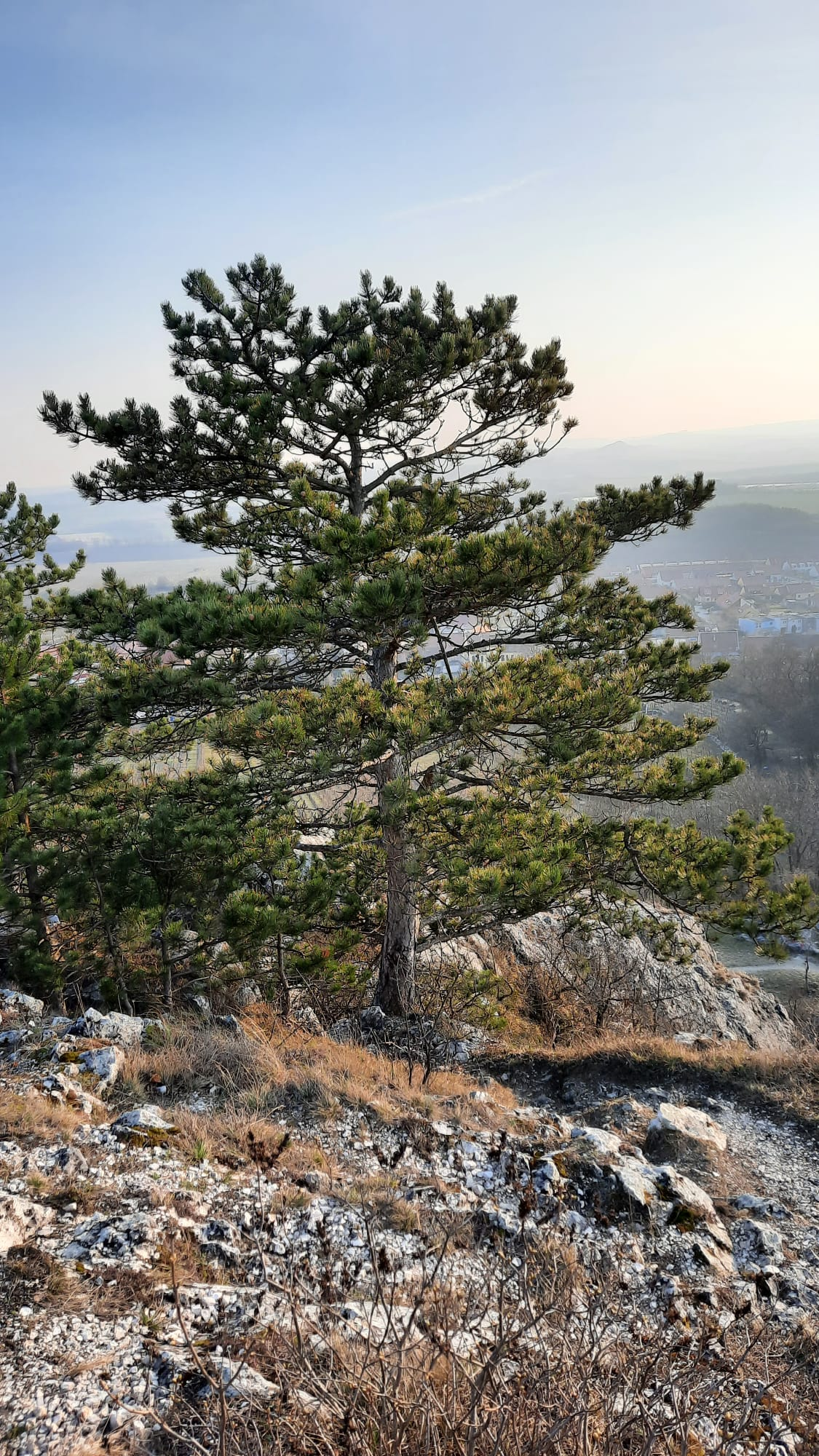
Borovice černá na Svatém kopečku
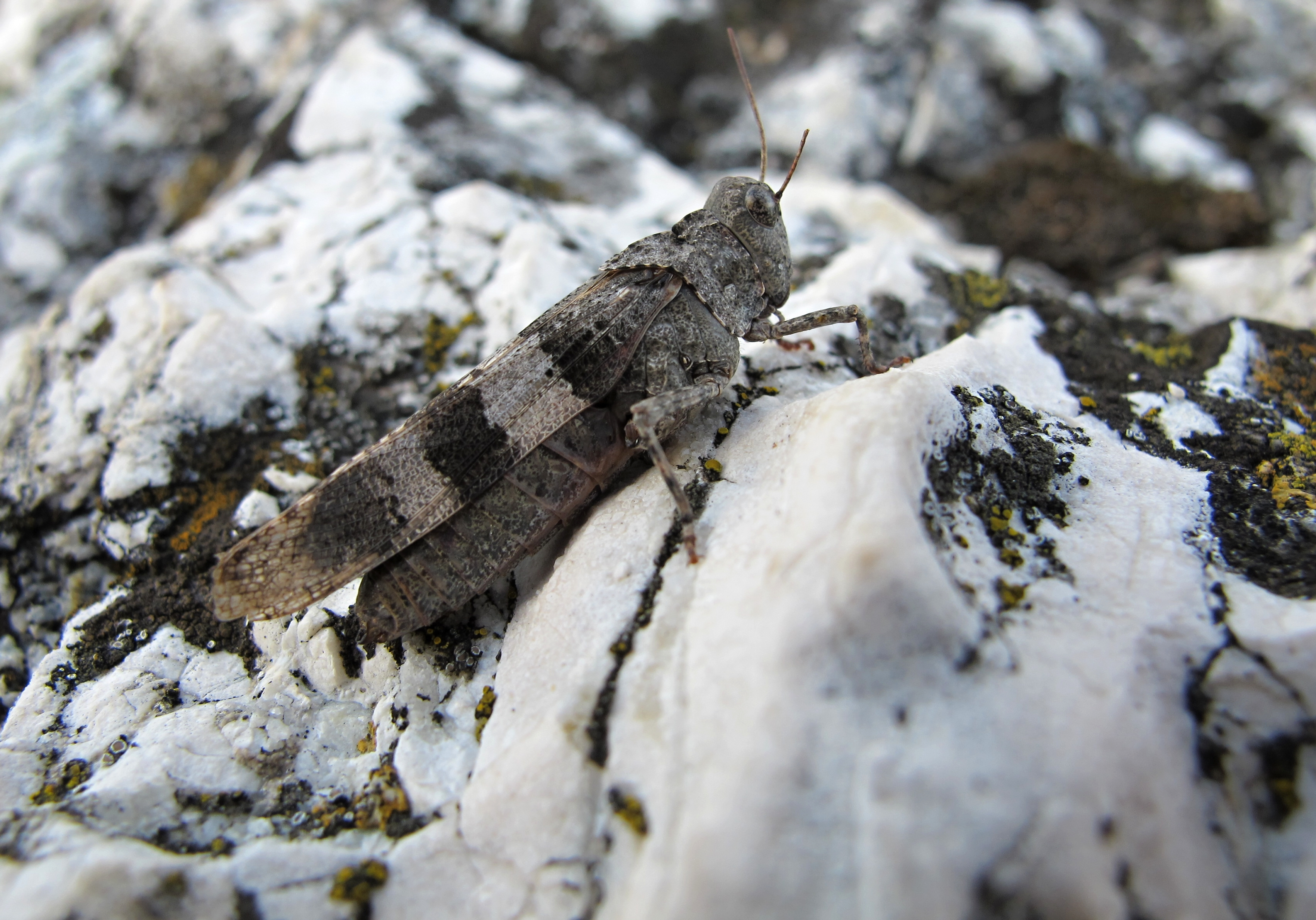
Saranče modrokřídlá (Oedipoda caerulescens) na Svatém kopečku
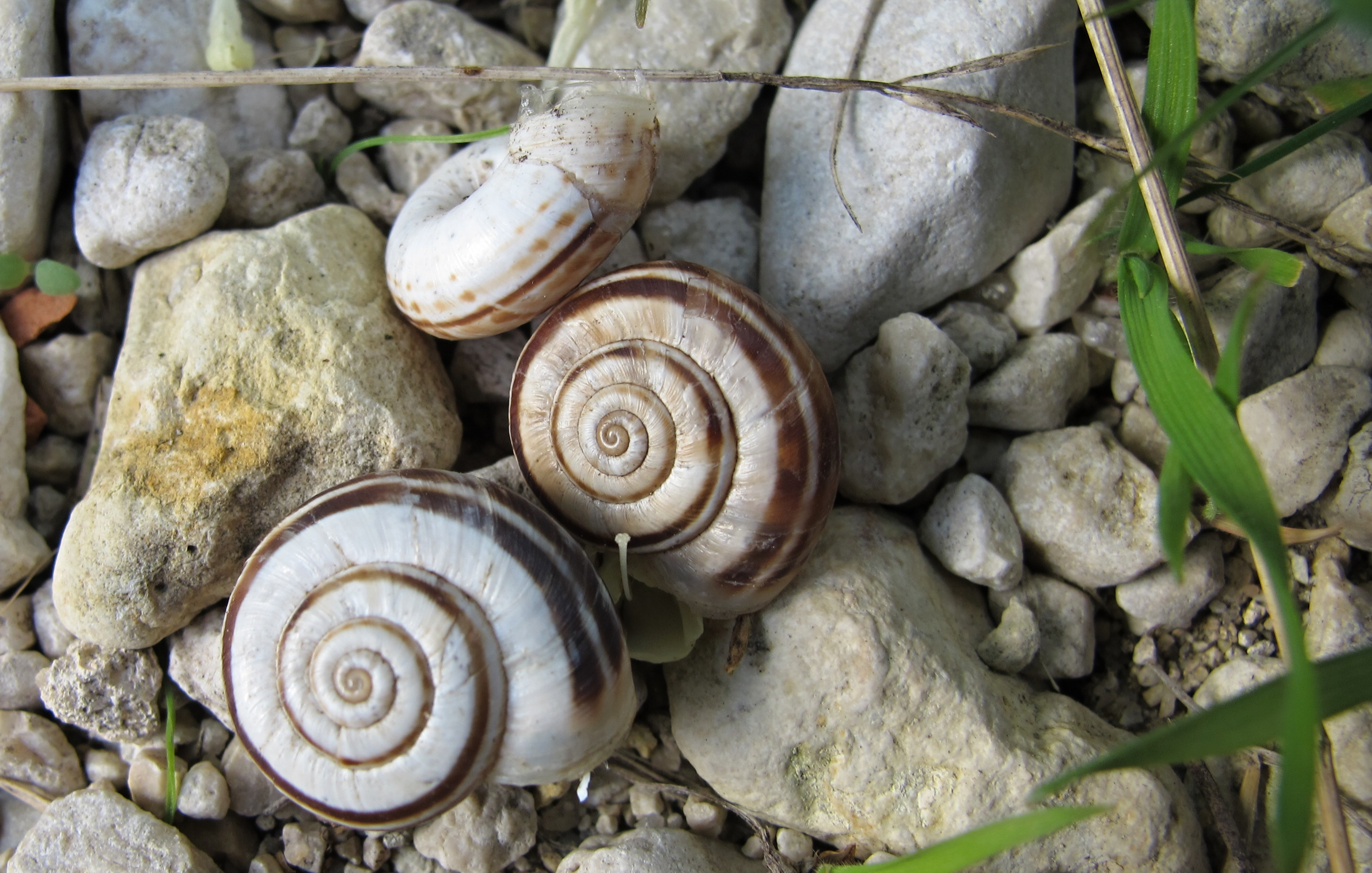
Ulity suchomilky obecné (Xerolenta obvia)
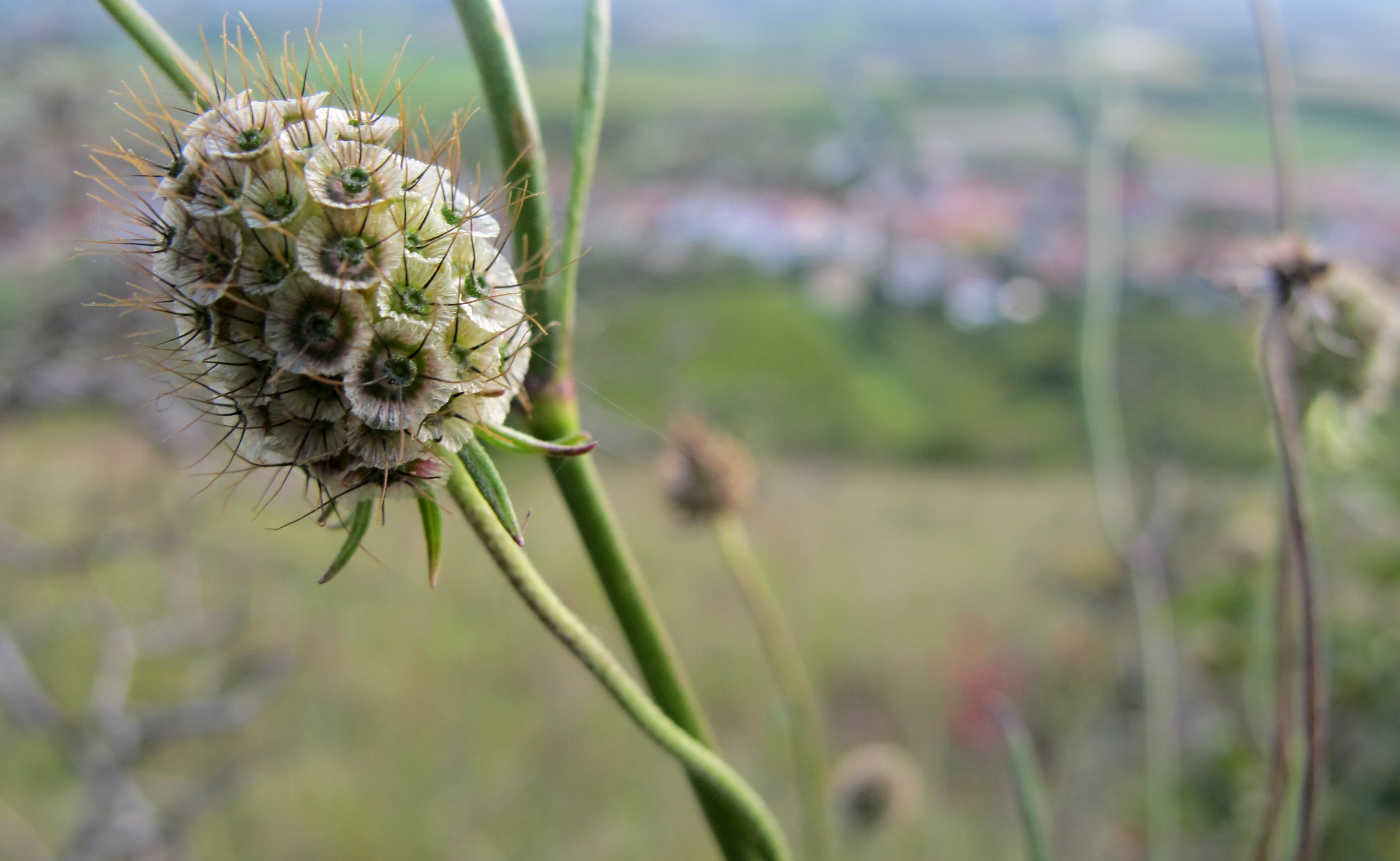
Odkvetlý hlaváč na Svatém kopečku
Panoramatický pohled na Mikulov